# Bisaltes fuchsi
Bisaltes fuchsi är en skalbaggsart som beskrevs av Stefan von Breuning 1971. Bisaltes fuchsi ingår i släktet Bisaltes och familjen långhorningar. Inga underarter finns listade.